# Geshe
Geshe (Uitspraak: geeshee, Tibetaans voor goed in de kennis) is een academische graad die verleend wordt aan monniken in het Tibetaans boeddhisme.
Op de graad ligt vooral belang binnen de gelugtraditie, hoewel er ook tradities zijn als de sakya en de bön die hem ook voeren. Binnen de tradities nyingma, kagyü en sakya is ook de titel khenpo in gebruik. De geshe opleiding duurt 12 jaar; de khenpo opleiding duurt 9 jaar. De kenpo titel wordt doorgaans behaald door monniken uit de nyingma- en kagyu-tradities.
De titel kent ook de toevoeging 'la', zoals Geshe-la, wat geliefde meester betekent.

## Hetcurriculum
Om de titel van geshe te behalen, moeten de volgende vijf studies zijn doorlopen:
1. Abhidhamma (de hoge kennis)
2. Prajna Paramita (de perfectie van de wetenschap)
3. Madhyamaka (de weg van de meditatie)
4. Pramana (de wegen van kennis)
5. Vinaya (de bron van de Vinaya)